# Najash

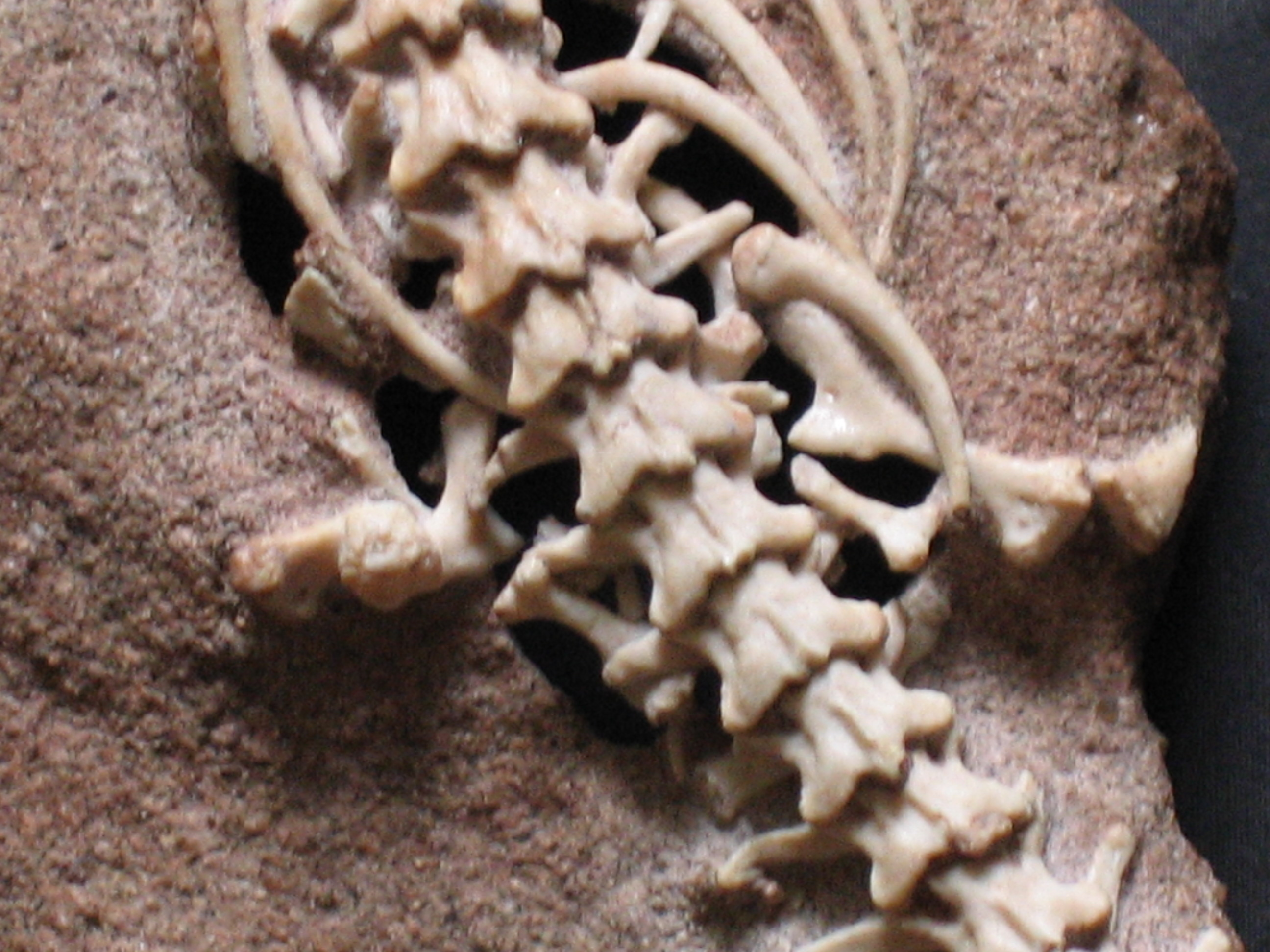
Región del sacro de material tipo de Najash rionegrina, mostrando del lado derecho el fémur por debajo del ilion y a continuación parte de la tibia. Del lado izquierdo, el otro fémur se halla quebrado y vuelto a soldar en vida, tal vez por haber recibido una pisada.

Najash es un género extinto de serpientes basales que vivieron en el Cenomaniense–Turoniense en lo que ahora es Sudamérica. Como otras  serpientes del Cretácico, tenía dos miembros posteriores. Los fósiles fueron encontrados en un depósito a base de tierra, y las robustas vértebras de la espina dorsal y las patas posteriores de la serpiente estaban adaptadas a un ambiente de madriguera subterráneo. El holotipo de este taxón se encuentra depositado en la colección paleontológica del Museo Provincial Carlos Ameghino de la ciudad de Cipolletti, provincia de Río Negro, Argentina. Esto tiene gran importancia ya que sugiere que las serpientes tuvieron un origen terrestre, y presentan nuevas evidencias en las complicadas secuencias que condujeron a la reducción de los miembros y su pérdida cuando las serpientes se desarrollaron a partir de sus ancestros lagartos.
Esta serpiente no alcanzaba más de 1,50 metros de longitud, y vivió durante el Cretácico Superior (hace aproximadamente 90 millones de años atrás) en la provincia de Río Negro (de ahí su nombre de especie, rionegrina) en la Patagonia argentina. 
Este descubrimiento no apoya la hipótesis, formulada originalmente por el paleontólogo del siglo XIX Edward Drinker Cope, de que las serpientes comparten un ancestro marino común con los mosasáuridos. La hipótesis del origen marino recibió nuevos ímpetus con el descubrimiento en los años 1990 de serpientes basales con miembros vestigiales en sedimentos marinos en el Líbano. Durante las últimas décadas, el hallazgo de numerosos fósiles de serpientes marinas provistas de adaptaciones acuáticas, las paquiófidas, en rocas de inicios del Cretácico Superior (Cenomaniano, unos 95 millones de años) del norte de África y Europa Oriental, hizo pensar a muchos investigadores que las serpientes se habían originado en el mar. Según esa teoría “marinista”, las serpientes serían, de hecho, parientes de los mosasaurios, formidables dragones marinos que vivieron en todos los mares y entre cuyos familiares actuales se halla el llamado dragón de Komodo. 
La otra teoría, mantenida por los “terrestristas”, dice que las serpientes provienen en realidad de algún lagarto cavador de pequeño tamaño que, tras perder las patas fue dominando de a poco otros ambientes de nuestro planeta. Como sustento de esta teoría, solo había unos pocos materiales de vértebras y minúsculos fragmentos de cráneos provenientes principalmente de África, escaso material para hacer frente a los formidables y articulados fósiles de las serpientes marinas Haasiophis terrasanctus y Pachyrhachis problematicus. El hallazgo de Najash en el Cretácico de la Patagonia ofrece un punto de vista completamente diferente y una nueva mesa de discusión. Ya no se trata de otra serpiente marina sino de una serpiente que vivió en un ambiente terrestre, a la sombra de los dinosaurios y en América del Sur. Las serpientes como Najash eran relativamente pequeñas, y con seguridad vivían en cuevas, alimentándose de lagartos, mamíferos pequeños y tal vez crías de dinosaurios pequeños.
El nombre proviene de la palabra hebrea Nahash o Najash, serpiente, y es el nombre aplicado a la serpiente de la Biblia, que portaba patas y fue condenada por Dios a arrastrarse tras engañar a la primera pareja según la tradición hebrea. La especie, rionegrina, refiere a la provincia de origen. La preparación del fósil es obra de Agustín Scanferla, A. B. Carvalho y Marcelo Isasi. Luciana Lobo y Jorge González han realizado las ilustraciones.

## Anatomía
Najash no había perdido el sacro, la o las vértebras donde se ancla la pelvis, a veces compuesto de varias vértebras fusionadas, ni su cintura pélvica, la cual se halla reducida o ausente en serpientes modernas.
Lo más interesante de Najash son las patas bien desarrolladas que demuestran que le eran útiles para moverse, o tal vez para anclarse contra la tierra al atacar. El esqueleto fue hallado articulado, aunque sin cráneo. Los datos de la cabeza los proporcionó otro ejemplar. Otro esqueleto desarticulado de Najash, de mayor tamaño, contribuyó a comprobar detalles ausentes en el primer ejemplar, aunque nuevos estudios sugieren que se trataría de otra especie mayor.

## Hallazgo
En el marco de la expedición del año 2001 y 2002, al Área Paleontológica La Buitrera (Río Negro, Argentina) Pablo Gallina, miembro del equipo, halló restos de una serpiente articulada. La expedición de 2004 permitió el hallazgo de restos fragmentarios de un cráneo de esta serpiente. Tras varios años de preparación del fósil y estudios comparativos en Argentina, Brasil y Estados Unidos, en colaboración con Hussam Zaher, del Museu de Zoología de la Universidad de São Paulo, ha sido posible comprender la relevancia de esta serpiente fósil, cuyo trabajo científico fuera publicado en Nature.

## Filogenia
Según sus autores originales, Najash rionegrina constituye la más basal de las serpientes conocidas, aunque esto quedó discutido por trabajos posteriores. Cladograma basado en el estudio de Caldwell et al. (2015):

|  | Eophis                                                        |
|  |                                                               |
|  | \| \| Innombrada sp. \| \| \| \| \| \| Diablophis \| \| \| \| |
|  |                                                               |
|  | Innombrada sp.                                                |
|  |                                                               |
|  | Diablophis                                                    |
|  |                                                               |

|  | Innombrada sp. |
|  |                |
|  | Diablophis     |
|  |                |

|  | Najash                                                                        |
|  |                                                                               |
|  | \| \| Coniophis \| \| \| \| \| \| Serpentes (serpientes modernas) \| \| \| \| |
|  |                                                                               |
|  | Coniophis                                                                     |
|  |                                                                               |
|  | Serpentes (serpientes modernas)                                               |
|  |                                                                               |

|  | Coniophis                       |
|  |                                 |
|  | Serpentes (serpientes modernas) |
|  |                                 |

|  | Najash                                                                        |
|  |                                                                               |
|  | \| \| Coniophis \| \| \| \| \| \| Serpentes (serpientes modernas) \| \| \| \| |
|  |                                                                               |
|  | Coniophis                                                                     |
|  |                                                                               |
|  | Serpentes (serpientes modernas)                                               |
|  |                                                                               |

|  | Coniophis                       |
|  |                                 |
|  | Serpentes (serpientes modernas) |
|  |                                 |

|  | Najash                                                                        |
|  |                                                                               |
|  | \| \| Coniophis \| \| \| \| \| \| Serpentes (serpientes modernas) \| \| \| \| |
|  |                                                                               |
|  | Coniophis                                                                     |
|  |                                                                               |
|  | Serpentes (serpientes modernas)                                               |
|  |                                                                               |

|  | Coniophis                       |
|  |                                 |
|  | Serpentes (serpientes modernas) |
|  |                                 |

|  | Najash                                                                        |
|  |                                                                               |
|  | \| \| Coniophis \| \| \| \| \| \| Serpentes (serpientes modernas) \| \| \| \| |
|  |                                                                               |
|  | Coniophis                                                                     |
|  |                                                                               |
|  | Serpentes (serpientes modernas)                                               |
|  |                                                                               |

|  | Coniophis                       |
|  |                                 |
|  | Serpentes (serpientes modernas) |
|  |                                 |

|  | Eophis                                                        |
|  |                                                               |
|  | \| \| Innombrada sp. \| \| \| \| \| \| Diablophis \| \| \| \| |
|  |                                                               |
|  | Innombrada sp.                                                |
|  |                                                               |
|  | Diablophis                                                    |
|  |                                                               |

|  | Innombrada sp. |
|  |                |
|  | Diablophis     |
|  |                |

|  | Najash                                                                        |
|  |                                                                               |
|  | \| \| Coniophis \| \| \| \| \| \| Serpentes (serpientes modernas) \| \| \| \| |
|  |                                                                               |
|  | Coniophis                                                                     |
|  |                                                                               |
|  | Serpentes (serpientes modernas)                                               |
|  |                                                                               |

|  | Coniophis                       |
|  |                                 |
|  | Serpentes (serpientes modernas) |
|  |                                 |

|  | Najash                                                                        |
|  |                                                                               |
|  | \| \| Coniophis \| \| \| \| \| \| Serpentes (serpientes modernas) \| \| \| \| |
|  |                                                                               |
|  | Coniophis                                                                     |
|  |                                                                               |
|  | Serpentes (serpientes modernas)                                               |
|  |                                                                               |

|  | Coniophis                       |
|  |                                 |
|  | Serpentes (serpientes modernas) |
|  |                                 |

|  | Najash                                                                        |
|  |                                                                               |
|  | \| \| Coniophis \| \| \| \| \| \| Serpentes (serpientes modernas) \| \| \| \| |
|  |                                                                               |
|  | Coniophis                                                                     |
|  |                                                                               |
|  | Serpentes (serpientes modernas)                                               |
|  |                                                                               |

|  | Coniophis                       |
|  |                                 |
|  | Serpentes (serpientes modernas) |
|  |                                 |

|  | Najash                                                                        |
|  |                                                                               |
|  | \| \| Coniophis \| \| \| \| \| \| Serpentes (serpientes modernas) \| \| \| \| |
|  |                                                                               |
|  | Coniophis                                                                     |
|  |                                                                               |
|  | Serpentes (serpientes modernas)                                               |
|  |                                                                               |

|  | Coniophis                       |
|  |                                 |
|  | Serpentes (serpientes modernas) |
|  |                                 |